# Ilmar Laaban
Ilmar Laaban, född 11 december 1921 i Tallinn, död 29 november 2000 i Stockholm, var en estnisksvensk poet och publicist.
År 1943 flydde Laaban till Sverige. Han verkade som lektor vid Stockholms universitet vid sidan av sitt författarskap och sin verksamhet som kritiker och översättare. Han var den förste estniske poet som skrev surrealistiska dikter, starkt influerade av franska förebilder. Vid sidan av det egna författarskapet översatte Laaban även franska dikter till estniska och svenska, estniska dikter till svenska och svenska dikter till estniska. Han verkade också som kritiker och samarbetade med Erik Lindegren i att introducera fransk poesi för svensk publik.
Han har också varit mycket närvarande och aktiv inom bildkonsten och publicerat många texter och essäer om verk av konstnärsvänner som Frédéric Iriarte, Endre Nemes, Franco Leidi, Rafael Bellange, Lech Rzewuski, Folke Lalander och andra.
Ilmar Laabans verk var förbjudna i Sovjetunionen och han saknades i ett stort samlingsverk över estniska författare som utkom i Tallinn 1967 och som även inkluderade en del exilestniska författare.
Ilmar Laaban skiljer sig från många andra estniska författare som flydde till väst vid krigsslutet i det att han inte nöjde sig med att skriva för den estniskspråkiga publiken utan även gjorde stora bidrag till den svenska kulturen. 
Laaban var även en av redaktörerna i C.O. Hulténs avantgardistiska konsttidskrift Salamanders tre nummer 1955–1956. 
Han deltog i documenta 8 i Kassel 1992.

## Konstkritik
- Sven-Erik Johansson, 1955-1985 (tillsammans med Ingvar Claeson och Ragnar von Holten, Borås konstmuseum, 1985)
- Frédéric Iriarte: Irréalisation (Frédéric Iriarte, 1994) ISBN 91-630-2304-0 [manifest med verk, målningar och skulpturer]